# Laplaceova resonanca
Laplaceova resonánca [laplásova ~] je v nebesni mehaniki vrsta orbitalne resonance v kateri imajo tri ali več teles takšne obhodne dobe, ki jih lahko izrazimo kot razmerje celih števil (primer: 2 : 4 : 5). Imenuje se po francoskem matematiku, fiziku in astronomu Pierre-Simonu de Laplacu. Najbolj znan primer Laplaceove resonance so tri Jupitrovi naravni sateliti: Ganimed, Evropa in Io, ki so v resonanci 1 : 2 : 4. To pomeni, da v času, ko naredi Io štiri obhode okoli Jupitra, Evropa naredi dva in Ganimed samo enega. Zaradi tega tudi nikoli ne pride do trojne konjunkcije, ko imajo tri telesa približno enako lego, gledano s površine Jupitra. Redno pa prihaja do dvojnih konjunkcij (glej sliko, kjer je prikazana ena izmed možnih konjunkcij). Takšen primer je konjunkcija, ko je luna Io na eni strani Jupitra, Ganimed in Evropa pa na drugi strani (lune in Jupiter so poravnani v črto). To so stanja, ko na lunah nastanejo močni vplivi plimskih sil, ki ustvarjajo na površini prave izbokline. To povečuje izsrednosti tirnic. Velikost in smer plimskih izboklin se spreminja. To povzroča močno trenje in napetosti, s tem pa tudi segrevanje notranjosti lun. Predvidevajo, da so celo ognjeniki na luni Io posledica geoloških sprememb zaradi plimskih sil.

Predvidevajo, da bo čez nekaj sto milijonov let tudi luna Kalisto padla v resonanco s temi tremi lunami. Takrat bo imela Kalisto dvakrat tako veliko obhodno dobo, kot jo ima sedaj Ganimed.